# Kosztula
Kosztula (ukr. Коштуля) – osiedle na Ukrainie, w obwodzie winnickim, w rejonie mohylowskim. W 2001 roku liczyło 112 mieszkańców.
W czasach Rzeczypospolitej wieś leżała w województwie podolskim. Odpadła od Polski w wyniku II rozbioru.